# Sons of the San Joaquin
Sons of the San Joaquin war eine 1987 gegründeten Western-Harmony- bzw. Cowboy-Band aus Kalifornien. Sie setzte sich aus den Brüdern Joe (* 1932) und Jack Hannah (* 1933) sowie Joes Sohn Lon (* 1956) zusammen.

## Geschichte
Die Familie Hannah war während der Weltwirtschaftskrise aus Missouri nach Kalifornien gezogen, wo sie sich am Fuß der Sierra Nevada niederließ. Nach dem dort fließenden San Joaquin River wurde später die Band benannt.
Die dortige Gegend war durch viele Ranches geprägt, wodurch die gesamte Familie stark von der Tradition der Cowboys beeinflusst wurde. Hinzu kam, dass der Vater von Joe und Jack ein großer Fan der Sons of the Pioneers war, die beiden lernten so von frühester Kindheit an deren Lieder kennen und lieben. Die Brüder sangen schon früh mit ihrer Familie bei lokalen Veranstaltungen und hatten auch während ihrer Ausbildung als High-School-Lehrer und Baseball-Trainer gemeinsame Auftritte in der näheren Umgebung. Lon wurde ebenfalls Lehrer und sammelte Erfahrungen als Sänger in der Kirche, bei Theaterauftritten sowie als Mitglied des Bennett Consort, einer College-Gruppe nach dem Vorbild von Manhattan Transfer.
1987 kam Lon erstmals auf die Idee, gemeinsam mit seinem Vater und Onkel auf der Geburtstagsfeier seines Großvaters zu singen. Zur Entdeckung der Band kam es, als Lon in der Folgezeit durch Zufall den Cowboy-Sänger Gary McMahan kennenlernte, der sie zum Cowboy Poetry Gathering 1989 in Elko, Nevada einlud, wo die Band vom Publikum begeistert aufgenommen wurde. Außerdem lernten sie dort Michael Martin Murphey kennen, der ihnen anbot, ihn auf seinem ersten Cowboy-Songs-Album zu begleiten. Aus den gelegentlichen Auftritten wurde ein Vollzeit-Job, so dass Joe und Jack 1992 in Frührente gingen und Lon 1993 seinen Beruf aufgab.
In ihren frühen Jahren spielte die Band hauptsächlich Lieder der Sons of the Pioneers, später aber auch eigene Kompositionen. Mit wechselnden Begleitmusikern nahm das Trio unter anderem für Warner, Dualtone und Shanachie Records auf. Dabei sind sie jedoch immer dem klassischen Stil, dem dreistimmigen Harmoniegesang, treu geblieben. Im Gegensatz zu ihren Vorbildern und ähnlichen Bands wie Riders in the Sky verzichten sie jedoch auf das Jodeln. Ebenso wie diese wollen sie nicht als Countryband gesehen werden: „We sing western music, songs which celebrate the life and work and the geographical setting of the American Cowboy.“ Roy Rogers lobte die Band mit den Worten:  „Die Söhne des San Joaquin sind die einzige lebende Gesangsgruppe, die meiner Meinung nach wie die ursprünglichen Söhne der Pioniere klingt“.
Es folgten zahlreiche Fernsehauftritte, u. a. in der Grand Ole Opry. Im November 2006 wurde die Band von der Western Music Association in die Western Music Hall of Fame aufgenommen, im April 2007 bekamen sie einen Stern auf dem Western Walk of Stars in Newhall, Kalifornien.
2017 beendete die Gruppe mit einer Abschiedstournee und dem Album One Last Ride ihre Karriere.

## Diskografie
- 1990: Great American Cowboy
- 1991: Bound for the Rio Grande
- 1992: A Cowboy Has to Sing
- 1993: Songs of the Silver Screen
- 1995: From Whence Came the Cowboy
- 1997: Gospel Trails
- 1998: Christmas
- 1999: Horses, Cattle and Coyotes
- 2000: Sing One for the Cowboy
- 2002: 15 Years - A Retrospective
- 2005: For the Young, and the Young at Heart
- 2005: Way out Yonder
- 2009: Live at the Western Jubilee Warehouse
- 2011: A Cowboy’s Song
- 2017: One More Ride